# ديزي اندروز
ديزي اندروز (بالإنجليزية: Daisy Andrews)‏ هي رسامة أسترالية، ولدت في عقد 1930 في Cherrabun ‏ في أستراليا، وتوفيت في يناير 2015.